# تپه پیرکتانی
تپه پیر کتانی مربوط به دوران پیش از تاریخ ایران باستان - دوران‌های تاریخی پس از اسلام است و در شهرستان مرودشت، ۱ کیلومتر جنوب غربی دهستان کناره واقع شده و این اثر در تاریخ ۲۸ تیر ۱۳۵۵ با شمارهٔ ثبت ۱۲۶۱ به‌عنوان یکی از آثار ملی ایران به ثبت رسیده است.